# Wakker Dier
Pour les articles homonymes, voir Dier.

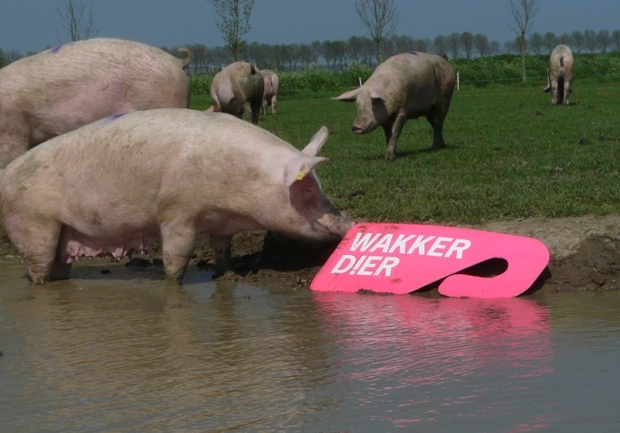
Logo Wakker Dier

Wakker Dier est une organisation de protection animale néerlandaise fondée en 1998, qui milite principalement contre l'élevage intensif. Elle a notamment participé à une campagne contre l'élevage des poules en batteries et contre la castration des porcs sans anesthésie,.